# البرانس الأطلسية

موقع اقليم البرانيس الأطلسية

البرانس الأطلسية (بالفرنسية:Pyrénées-Atlantiques) هو إقليم فرنسي، يقع في جنوب غرب فرنسا، يأخذ الإقليم اسمه من جبال البرانس والمحيط الأطلسي.

## تاريخ الإقليم
إقليم البرانيس الأطلسية هو واحد من الأقاليم الـ 83 التي تتشكل منها فرنسا، والتي أنشئت خلال الثورة الفرنسية في 4 مارس 1790، أنشئت من أجزاء من محافظات غيان، بيرن، وجاسكوني السابقة، ويشمل الإقليم المحافظات الثلاث التقليدية لبلاد الباسك الشمالي : لابورد، سولي، باس نافار.
في يوم 10 أكتوبر 1969، أعيدت تسمية إقليم باسيس برانيس إلى البرانيس الأطلسية.

## جغرافية الإقليم
إقليم البرانيس الأطلسية هو جزء من منطقة بوردو جنوب غرب فرنسا، يحدها الأقاليم التالية: لاندرز (بالفرنسية:Landes)، برانيس العليا (بالفرنسية:Hautes-Pyrénées)، غيرز (بالفرنسية:Gers).

## اقتصاد الإقليم
يعتبر إقليم البرانيس الأطلسية إقليم حدودي، ويملك العديد من الروابط الاقتصادية والثقافية مع إسبانيا.
يملك الإقليم اثنين من التجمعات الحضرية الموجودة في شرق وغرب الإقليم : بو الذي يبلغ عدد سكانه حوالي 145,000 نسمة بينما يبلغ عدد العاملين فيه 344000 عامل، وبايون آنجليه بياريتز الذي يبلغ عدد سكانها 166400 نسمة، أما عدد العمال فيبلغ 235000 عامل.

## معرض صور

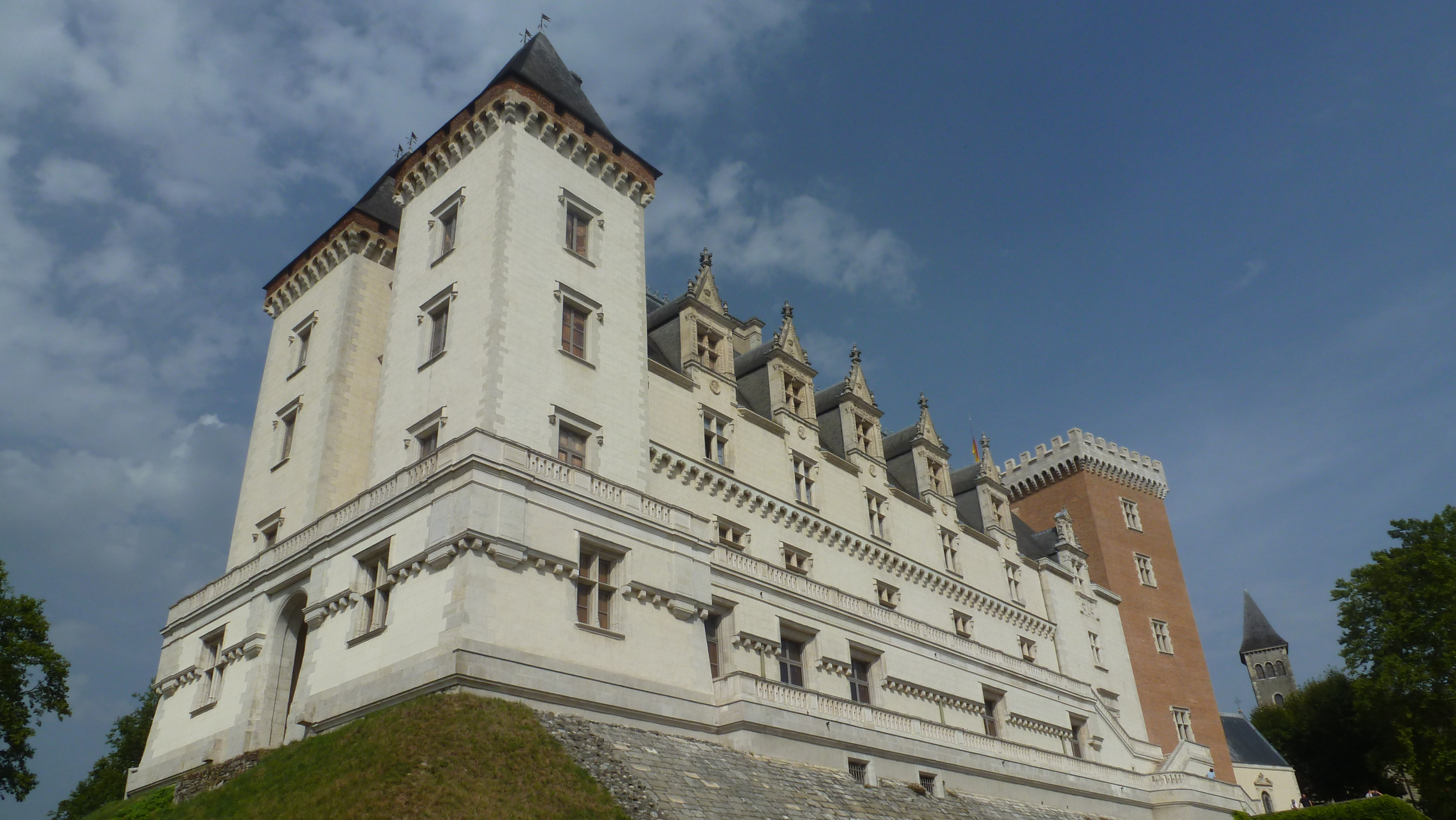
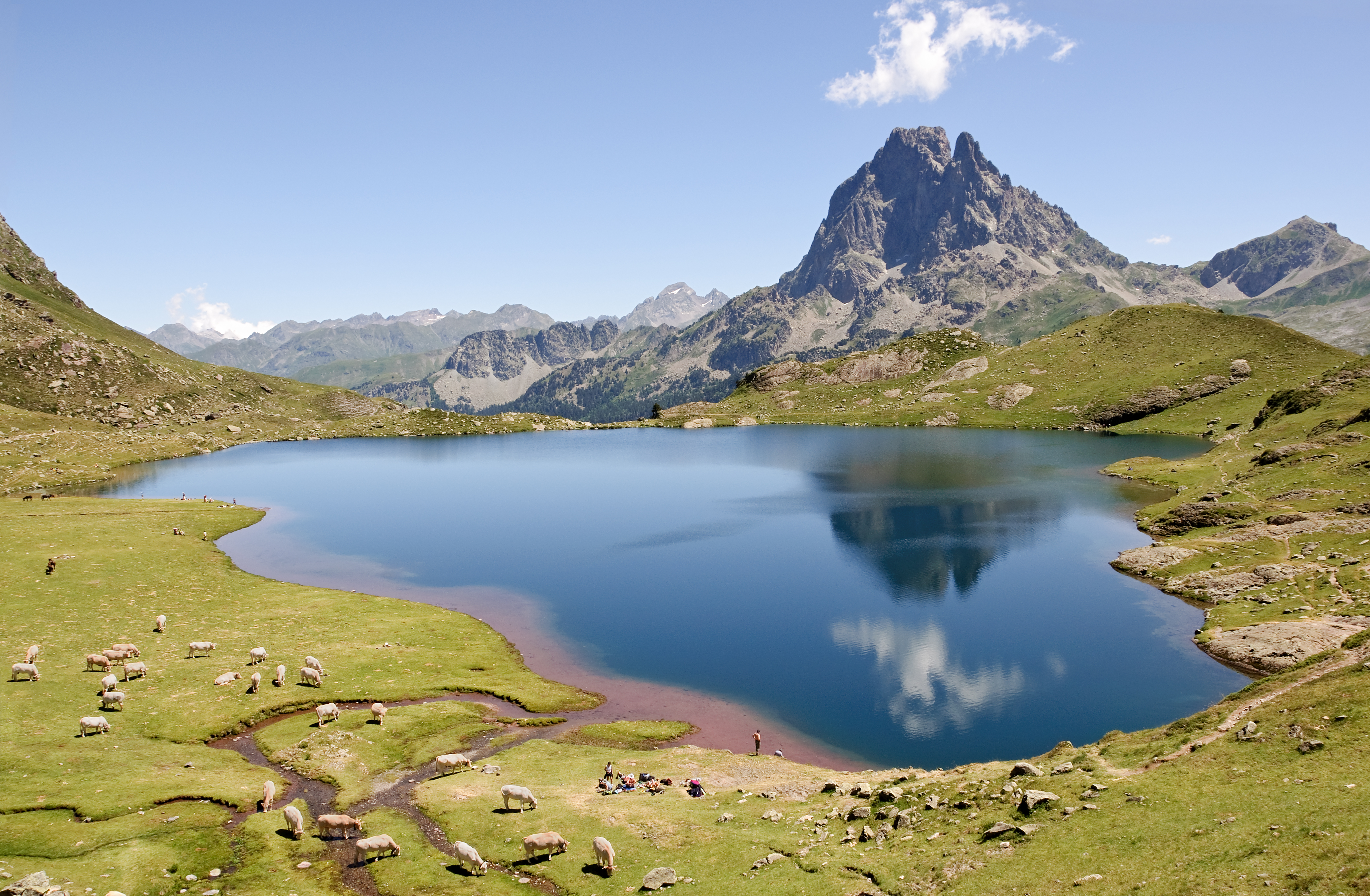
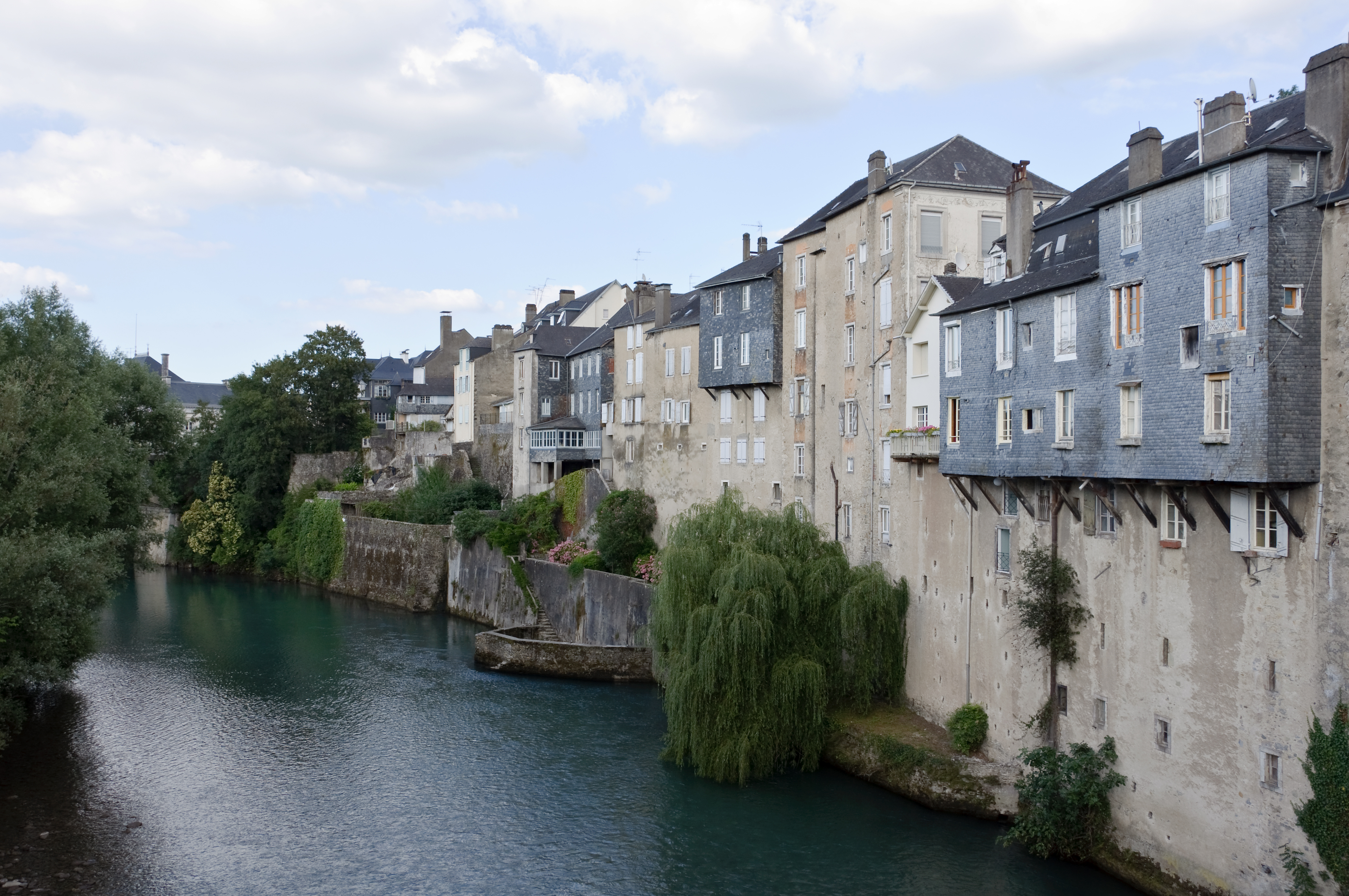
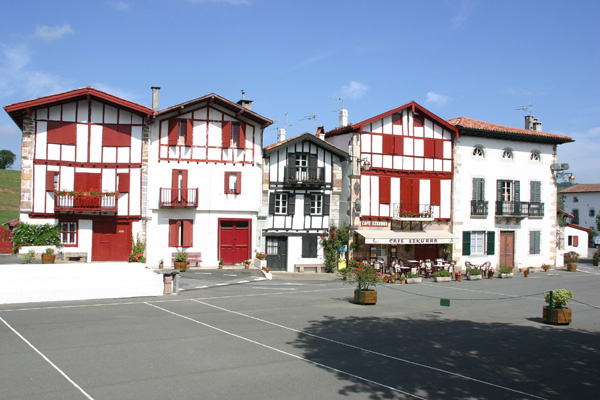
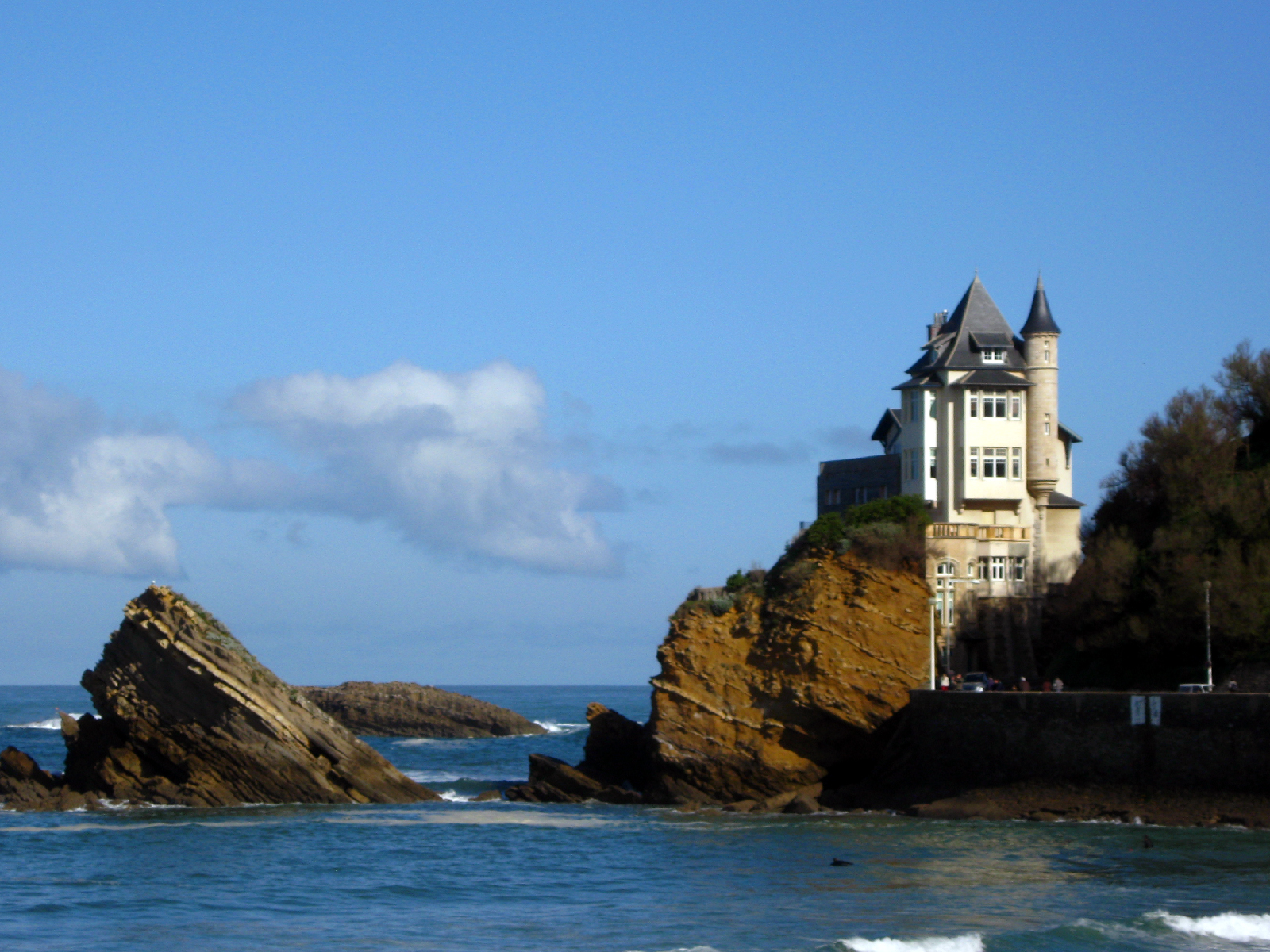

## أعلام
- روجيه إتتشيغاريه